# Pittsburg (Kalifornia)
Pittsburg város az Amerikai Egyesült Államok Kalifornia államában, Contra Costa megyében. Lakosainak száma 76 416 fő (2020. április 1.).

## Népesség
A település népességének változása:

| 2010 | 63 264 |
| 2020 | 76 416 |